# Primeira Missa no Brasil
Primeira Missa no Brasil (en français : Première messe au Brésil) est une peinture à l'huile réalisée par Victor Meirelles entre 1858 et 1861.
Première des grandes compositions de Victor Meirelles, elle reste l'œuvre la plus célèbre et la plus importante de toute sa production, et est considérée par la critique comme la première et l'une des plus grandes œuvres de l'art académique brésilien,. Peint à Paris entre 1858 et 1861, pendant sa deuxième saison d'études comme boursier à l'Académie impériale des Beaux-Arts, il mesure 2,70 × 3,57 mètres sans le cadre. L'œuvre lui vaut d'être reconnu au prestigieux Salon de Paris de 1861, où il obtient les félicitations du jury — un exploit sans précédent pour un artiste brésilien, qui a eu une résonance très positive dans son pays,,. À son retour au pays, il est consacré dans sa patrie, étant décoré chevalier de l'Ordre impérial de la Rose par l'empereur Pierre II.
En 1876, le tableau a été emmené à l'Exposition universelle de Philadelphie, aux États-Unis. En raison de problèmes lors du voyage de retour, la toile a dû être restaurée dès 1878, car elle avait été détériorée par l'entrée d'eau dans les cales du navire où elle avait été déposée. En 1921, à l'occasion de l'exposition commémorant le centenaire de l'Indépendance, il était en si mauvais état qu'il a fallu le restaurer. D'autres restaurations ont eu lieu en 1969 et 2000.
L'œuvre est le résultat direct du programme nationaliste, éducatif et civilisateur de Pierre II, qui, entre autres objectifs, visait à travers les arts plastiques à reconstruire visuellement des moments marquants de l'histoire du Brésil, servant à la cristallisation d'une identité nationale et comme carte de visite pour affirmer le Brésil parmi les nations progressistes du monde. Il a reçu des conseils constants pour son travail de la part d'Araújo Porto-Alegre, directeur de l'Académie impériale, ainsi que de Ferdinand Denis, directeur de la bibliothèque Sainte-Geneviève à Paris, où il a fait des recherches sur l'iconographie se rapportant aux indigènes, et s'est probablement inspiré, pour la scène centrale, de la Première messe en Kabylie (1853) du peintre français Horace Vernet, et d’Une messe sous la Terreur (1847) de François Marius Granet,.
Le tableau illustre un événement qui aurait eu lieu le 26 avril 1500, lorsque Pedro Álvares Cabral a fait dire une messe pour marquer symboliquement la prise de possession de la Terra de Vera Cruz (pt) par la Couronne portugaise et l'implantation de la foi catholique,.